# ジグムント1世 (ポーランド王)
ジグムント1世スタルィ（Zygmunt I Stary, 1467年1月1日 - 1548年4月1日）は、ポーランド王、リトアニア大公（在位：1506年 - 1548年）。異称「スタルィ」（Stary）は息子のジグムント2世アウグストとの弁別のために付けられたもので、「老王」を意味する。

## 生涯
カジミェシュ4世と、ローマ王アルブレヒト2世の娘エリーザベトの間に生まれ、兄のヤン1世、アレクサンデルに続いてポーランド王位に就いた。長兄ウラースロー2世は母親の血統からハンガリー王及びボヘミア王となった。1512年にハンガリー貴族の娘バルバラ・ザーポリャと最初の結婚をしたが死別し、1518年にミラノ公国の公女ボナ・スフォルツァと再婚した。
ジグムント1世はポーランド王、リトアニア大公となる前に、シロンスク地方のグウォグフ公国（1499年 - 1506年）、オパヴァ公国（1501年 - 1506年）を統治していた。1504年にはシロンスク地方とソルブ人居住地域の全域を統治するようになった。兄アレクサンデルの死後、ヴィリニュスの貴族会議によってリトアニア大公に推され（1506年10月20日）、さらにピョトルクフで開かれたセイム（議会）においてポーランド王に選ばれた（1506年12月8日）。1507年1月24日、クラクフで戴冠した。
ジグムント1世は外部からの脅威に備えるために、まず国内での権力を強化しようと努めた。1505年、アレクサンデルの統治下で「ニヒル･ノヴィ」と呼ばれるシュラフタの特権が議会で決議されている。この特権とは、議会の承認なしに国王が勝手に法律を制定することはできないというものだった。これはジグムント1世にとって非常に不自由なものとなった一方、シュラフタやマグナート（大貴族）にとっては有利なものであった。このような窮屈な状況ではあったが、1527年には徴兵制度や官僚制度を確立している。王権強化政策に反発した貴族たちが1537年、鶏戦争と呼ばれる反乱を起こした時も、国王は彼らの要求する改革の放棄を頑として拒んだ。

対外的には善隣関係の維持に努め、1525年にはドイツ騎士団との戦争が終結し、ジグムント1世は騎士団総長で甥でもあるアルブレヒトを臣従させ、騎士団領を世俗国家のプロイセン公国としてポーランド王国の保護下に置いた。いわゆる「プロイセンの臣従」である。ジグムント1世と最初の妻バルバラとの娘ヤドヴィガは、ブランデンブルク選帝侯ヨアヒム2世と結婚した。また1526年にピャスト家のマゾフシェ公国最後の統治者ヤヌシュ3世が死ぬと、公国領の併合を敢行した。東部の国境地帯では、ジグムント1世はクリミア・ハン国との平和的共存を模索したが、国境付近での小競り合いは続いた。またリトアニア地域はモスクワ大公国による攻撃にさらされ続け、1514年には重要な防衛拠点スモレンスクを奪われた。
1515年には神聖ローマ皇帝マクシミリアン1世と同盟を結んだが、ジグムント1世はこの時、マクシミリアン1世が第二次トルンの和約の諸事項を遵守することを条件に、兄ウラースロー2世の2人の子供達がマクシミリアンの孫とそれぞれ結婚することに同意することになった（ウィーン二重結婚）。このため1526年、甥ラヨシュ2世がモハーチの戦いで戦死すると同時に、ボヘミア王位及びハンガリー王位はハプスブルク家に渡ることになり、ヤギェウォ家は中央ヨーロッパにおける優位を失った。
ジグムント1世は文化の保護者でもあった。妻のボナと共に、そのころポーランドで花開いたルネサンス文化の保護にも力を尽くし、イタリア・ルネサンスの彫刻、建築、絵画を収集、紹介した。ポーランド文学の父といわれ、教訓文学に優れたミコワイ・レイ、地動説を主張したコペルニクスなどがかれの治世中に活躍した。慎重で穏やかな性格で知られていたジグムント1世は、国内外から多大な尊敬を集めていた。ジグムント1世の治世は後に「ポーランドの黄金時代」と評され、現在も200ズウォティ札にジグムント1世の肖像が用いられている。

## 子女

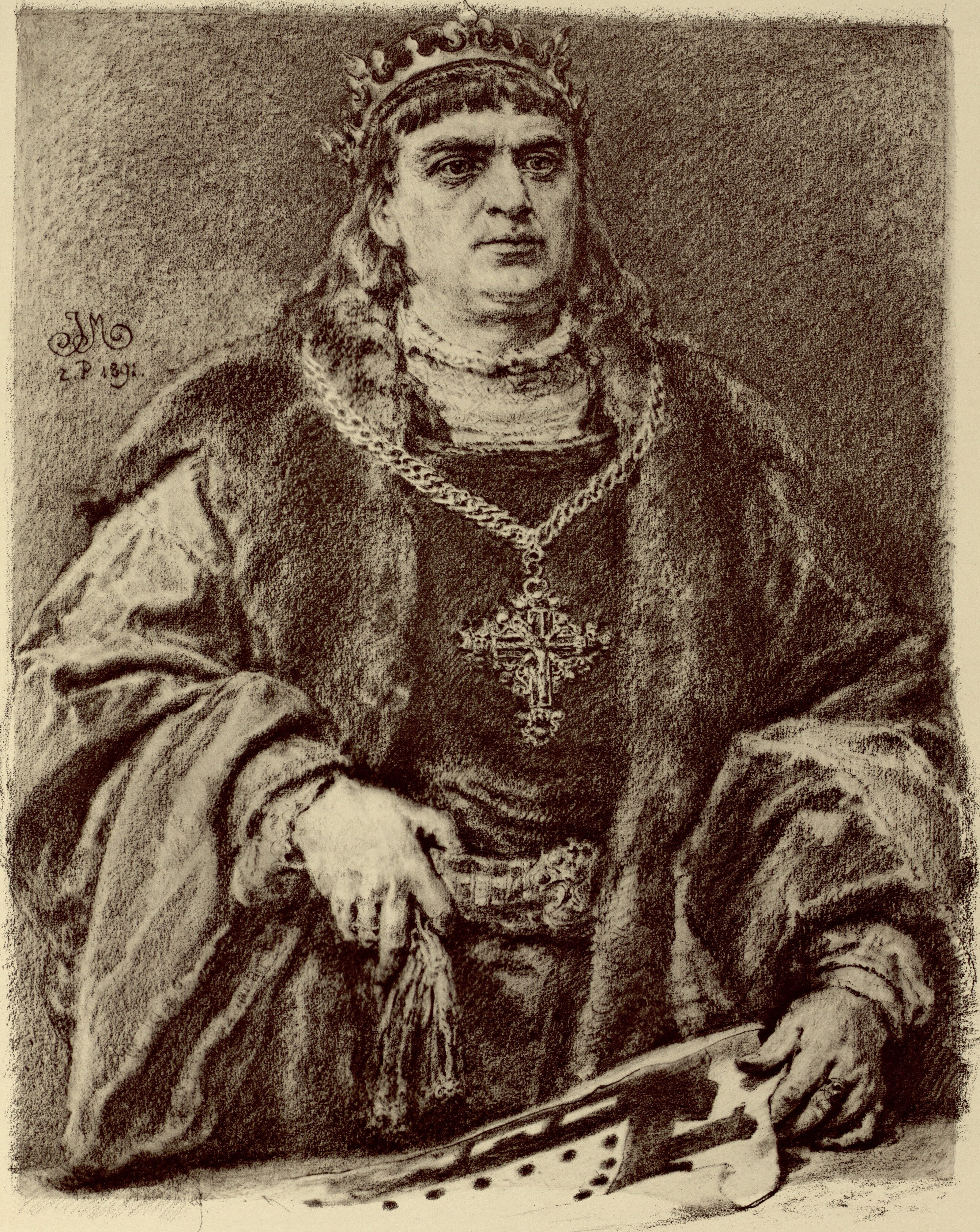
ヤン・マテイコによる肖像画

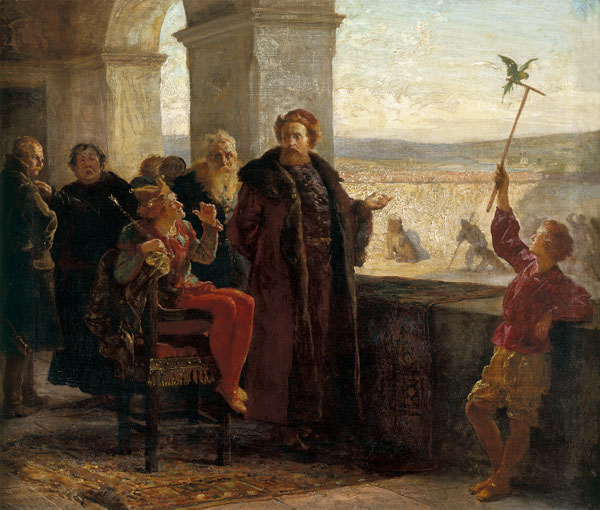
ジグムント1世と宮廷道化師スタンチク

最初の妻バルバラ・ザーポリャとの間には、娘2人をもうけた。
- ヤドヴィガ（1513年 - 1573年） - ブランデンブルク選帝侯ヨアヒム2世と結婚
- アンナ（1515年 - 1520年）

2番目の妻ボナ・スフォルツァとの間には2男4女をもうけた。
- イザベラ（1519年 - 1559年） - ハンガリー王サポヤイ・ヤーノシュと結婚
- ジグムント・アウグスト（1520年 - 1572年） - ポーランド王、リトアニア大公
- ゾフィア（1522年 - 1575年） - ブラウンシュヴァイク＝ヴォルフェンビュッテル侯ハインリヒ2世と結婚
- アンナ（1523年 - 1596年） - ポーランド女王、ステファン・バートリと結婚
- カタジナ（1526年 - 1583年） - スウェーデン王ヨハン3世と結婚
- ヴォイチェフ・オルブラフト（1527年）

この他、愛妾カタジナ・テルニチャンカとの間に3人の子女をもうけている。

## 文化遺産

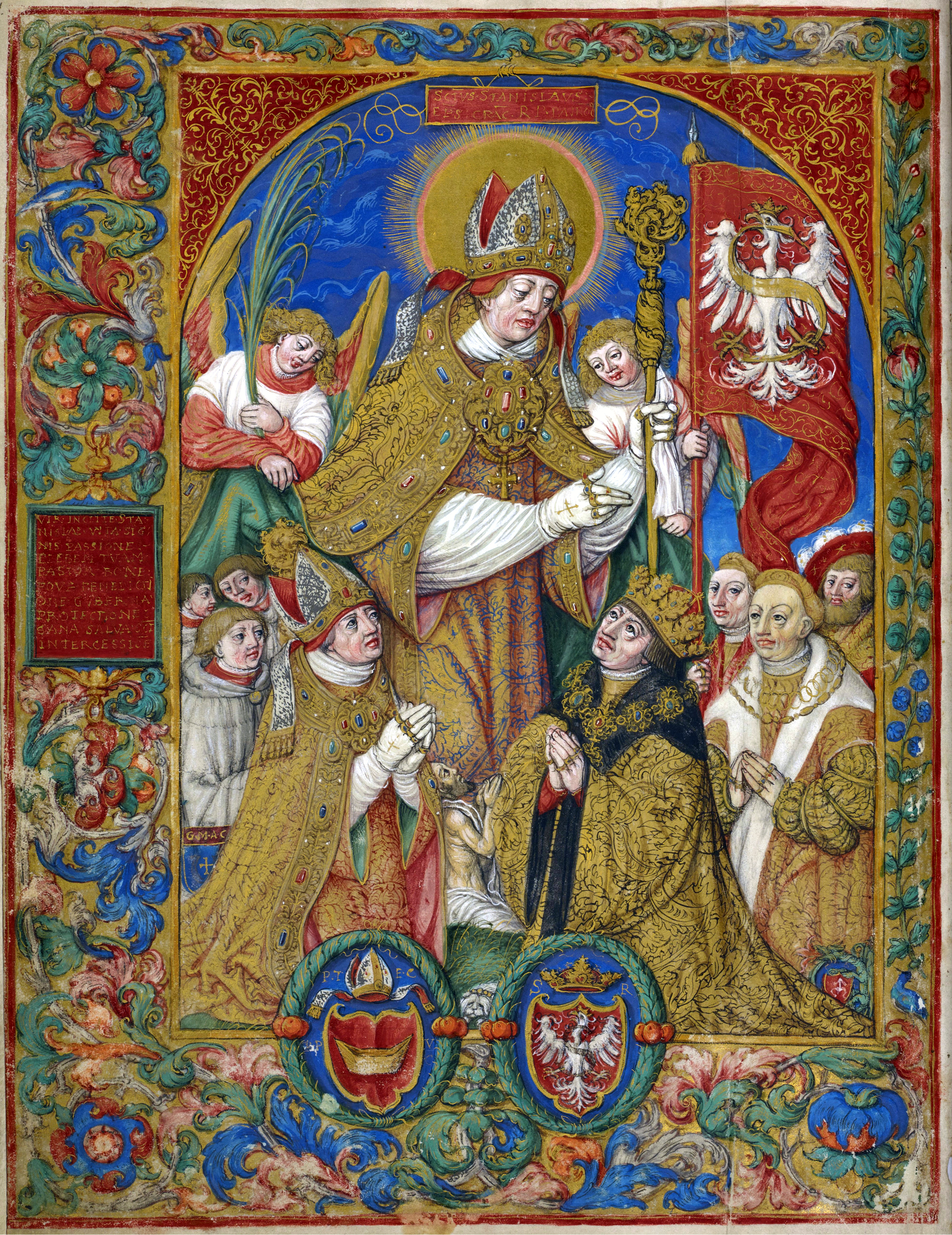
「シュチェパヌフのスタニスラウスの前にひざまずくジグムント1世とトミツキ（英語版）司教」、スタニスワフ・サモスチェルニク画の「ジグムント1世の時祷書」の断片
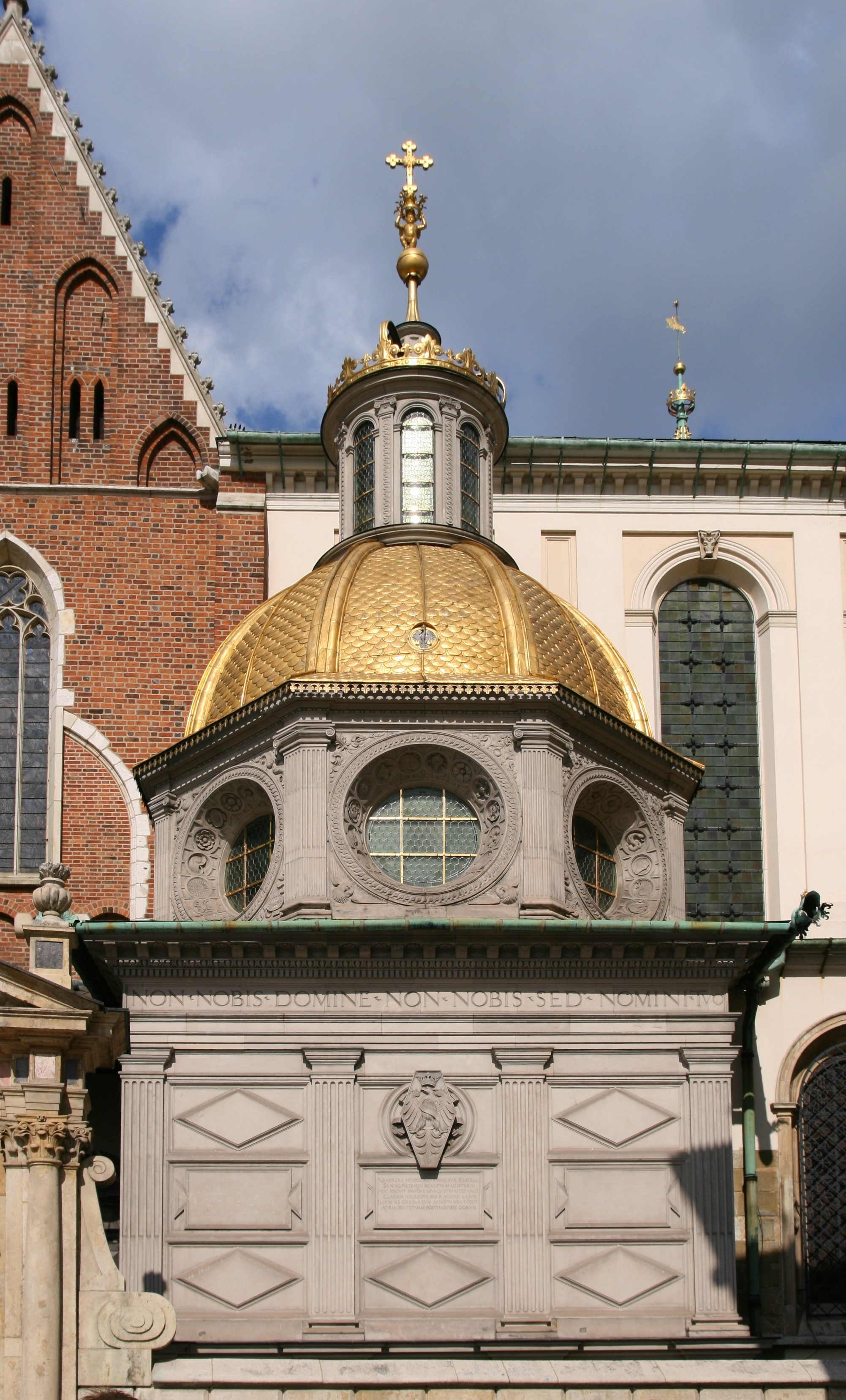
ヴァヴェル城内にジグムント1世が建てさせた「ジグムント礼拝堂」（1517年-1533年）、バルトロメオ・ベレッチ設計
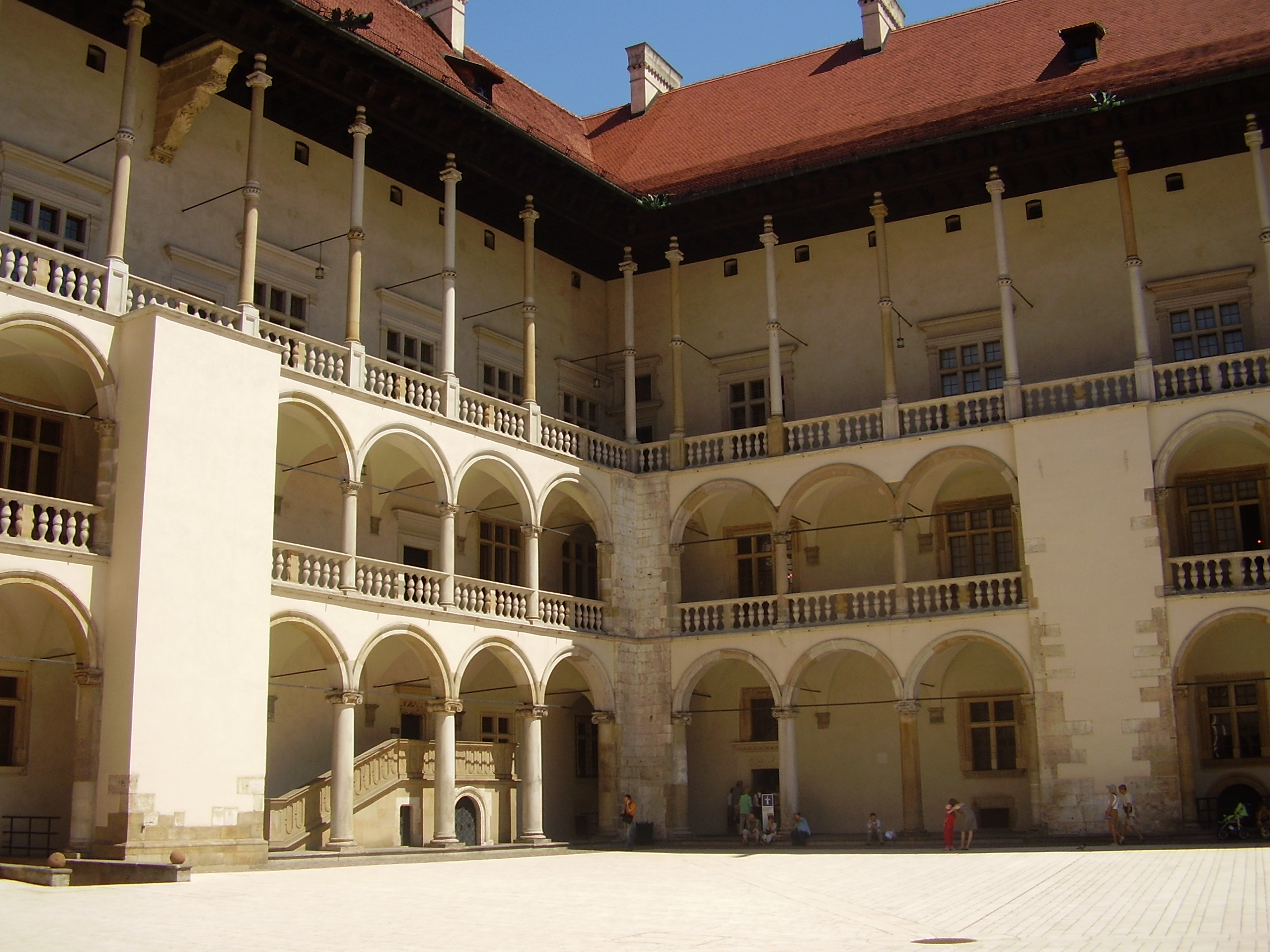
ジグムント1世が建設を命じたヴァヴェル城内の中庭（1516年-1536年）
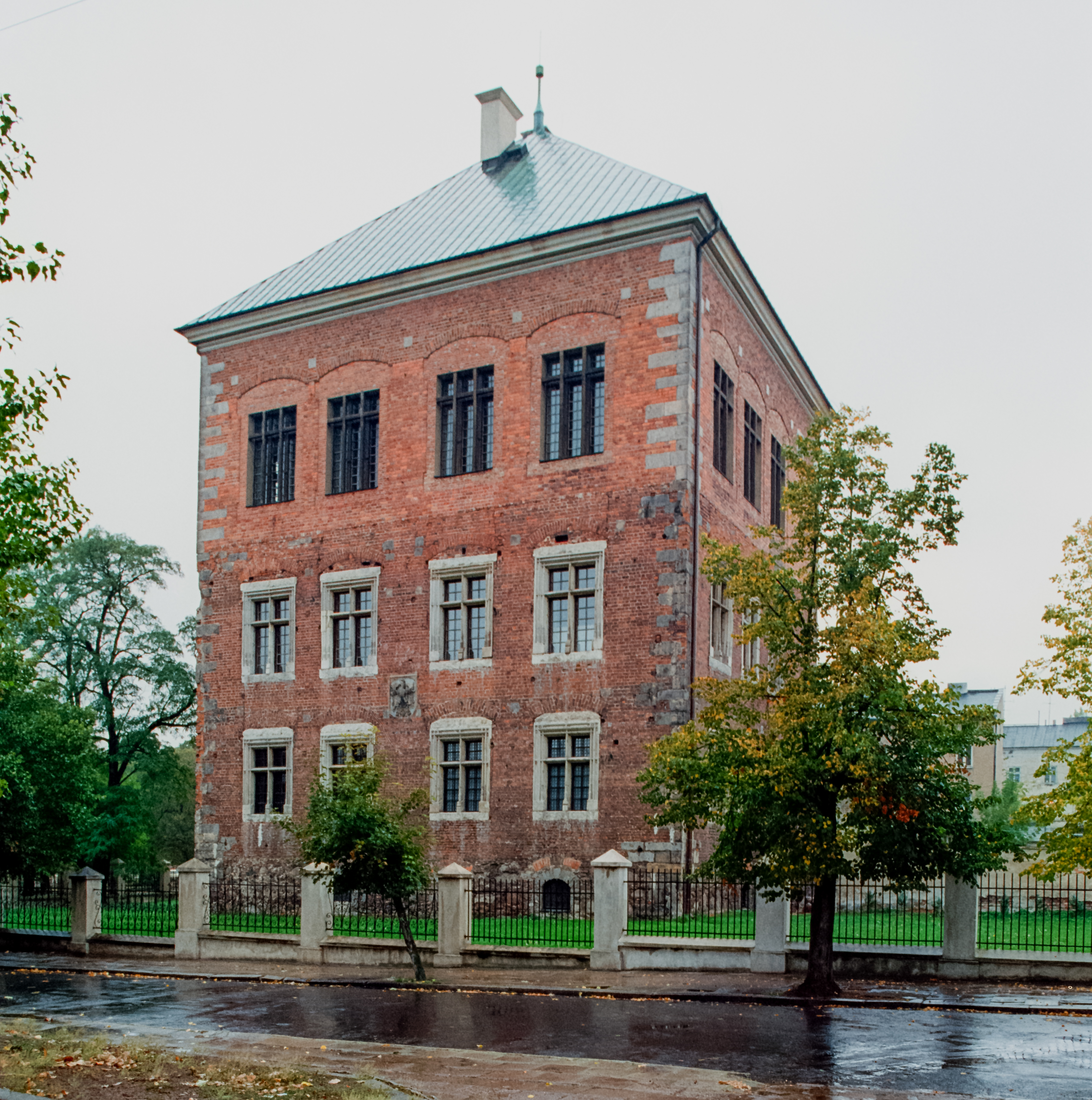
国王のために建てられたピョートルクフ・トルィブナルスキの城館（1512年-1519年）、サンドミェシュの親方ベネディクト設計